# مفاعل الأبحاث والتدريب الأردني
مفاعل الأبحاث والتدريب الأردني يقع في حرم جامعة العلوم والتكنولوجيا الأردنية في الرمثا شمال الأردن. تم افتتاح المفاعل تحت رعاية الملك عبد الله الثاني في 7 ديسمبر 2016. المفاعل هو أول منشأة نووية تم تصديرها من قبل كوريا الجنوبية، وهو أول مفاعل نووي في الأردن. .

## الوصف
سيصبح المفاعل النقطة المركزية لمركز العلوم والتكنولوجيا النووية في الجامعة التي تعتزم خدمة الأردن من خلال تثقيف الأجيال القادمة من المهندسين والعلماء النوويين في البلاد. وسيتم تصميم وبناء وصيانة المفاعل والأنظمة المرتبطة به؛ والتعليم والتدريب لدعم برامج الهندسة النووية وعمليات المفاعلات النووية، وتحليل الطب الشرعي، وإنتاج النظائر المشعة للتطبيقات الطبية والصناعية، وتطبيقات الحزمة النيوترونية بما في ذلك الفحص غير المدمر وتطبيقات العلوم النيوترونية. 
أشاد مسؤول في السلامة النووية الكورية بمفاعل الأبحاث فيما يتعلق بدور هيئة تنظيم الطاقة والمعادن في مراقبة المفاعل الذي يتم إنشاؤه في جامعة العلوم والتكنولوجيا في الأردن .